# 圣玛利亚河

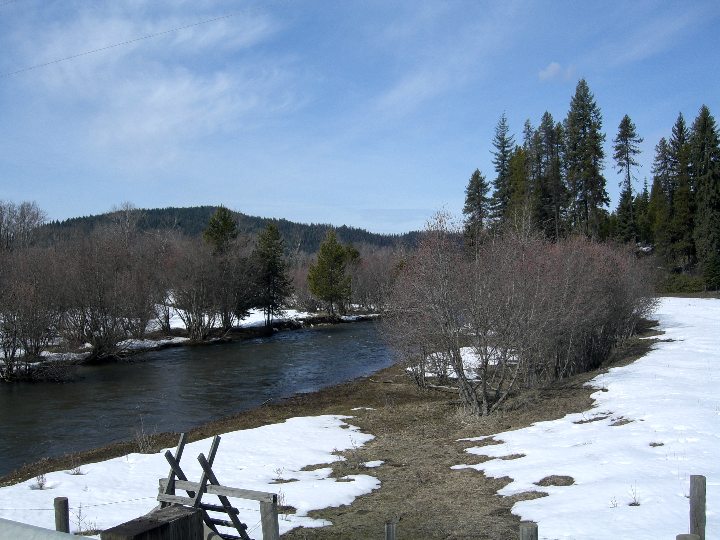
接近山字草区域的圣玛利亚河

47°18′58″N 116°33′20″W / 47.31611°N 116.55556°W
圣玛利亚河（英語：Saint Maries River）是一条位于美国爱达荷州的河流，属于科达伦湖流域，最终通过斯波坎河注入哥伦比亚河。河流的西部和中部分岔口连接山字草附近，与西北向圣玛丽的3号爱达荷州州道平行。该地区位于哥伦比亚高原的东部边缘，比特鲁特群山的西边。
圣玛利亚河流经爱达荷州的本瓦縣和肖肖尼縣。

## 相关
- 哥伦比亚河支流（英语：Tributaries of the Columbia River）